# Georg von Waldersee
Georg Friedrich Wilhelm Graf von Waldersee (Brandenburg, 1. rujna 1860. -  Ivenack, 7. rujna 1932.) je bio njemački general i vojni zapovjednik. 
Rođen je 1. rujna 1860. u Brandenburgu na Havelu. Prije Prvog svjetskog rata služio je od 1905. kao načelnik stožera VII. korpusa smještenog u Münsteru, te od 1911. kao zapovjednik 3. konjičke brigade sa sjedištem u Stettinu. Od 1913. služi kao stožerni časnik u Vrhovnom zapovjedništvu u Berlinu.
Na početku Prvog svjetskog rata Waldersee je postao načelnikom stožera 8. armije kojom je zapovijedao Maximilian von Prittwitz, a koja se jedina od njemačkih armija nalazila na Istočnom bojištu. Kao načelnik stožera 8. armije sudjelovao je u Bitci kod Stallupönena koja je završila ograničenom njemačkom pobjedom, te Bitci kod Gumbinnena u kojoj su brojčano nadmoćne ruske snage nanijele poraz njemačkima prisilivši ih na povlačenje. Nakon što je Prittwitz naredio povlačenje njemačkih snaga iza Visle čime bi bila napuštena cijela Istočna Pruska, Waldersee je zajedno s Prittwitzom po nalogu Vrhovnog zapovjedništva 21. kolovoza 1914. smijenjen s položaja načelnika stožera 8. armije.
Georg von Waldersee preminuo je 7. rujna 1932. u 72. godini života u Ivenacku.

## Vanjske poveznice
(eng.) Georg von Waldersee na stranici Prussianmachine.com

(njem.) Georg von Waldersee na stranici Bundesarchiv.de